# Демент, Раиса Ивановна
Раиса Ивановна Демент (род. 16 марта 1941, Москва) — советская и российская актриса театра и кино, народная артистка России (1993).

## Биография
Раиса Демент родилась 16 марта 1941 года в Москве в семье оседлых цыган. Семья жила в местечке «Фабричные линии» в районе ВДНХ, где тогда находилось компактное поселение цыган. Отец Иван Иванович Иванов в 1941 году с началом Великой Отечественной войны ушёл на фронт. Воевал на Карельском фронте, затем на Сталинградском. Погиб во время переправы в конце ноября 1942 года. Мать осталась с двумя детьми Раей и Виктором, работала на фабрике. Затем семья переехала в Смоленскую область, где Раиса окончила школу. С 5-го класса начала петь и мечтала стать актрисой.
После школы поступала во ВГИК, прошла во второй тур. После экзамена к ней подошёл режиссёр театра «Ромэн» Анхель Гутьерес и пригласил на спектакль театра. Шёл «Девчонка из табора», главную роль играла замечательная актриса Ольга Янковская. На следующий день Раиса Иванова прошла художественный совет театра и, хотя ей было лишь 16 лет, была принята в труппу. Так она стала артисткой Московского цыганского театра «Ромэн».
В 1966 году, будучи актрисой, окончила ГИТИС (курса Николая Пажитнова). Во время обучения играла во многих классических постановках (Лариса в «Бесприданнице», Шурка в «Егор Булычёв и другие», Катюша Маслова в «Воскресенье»). Дипломной работой была роль Лушки в спектакле «Поднятая целина». Во время учёбы вышла замуж за артиста театра «Ромэн» Владимира Демента. Вскоре родился сын и артистка ушла из театра.
В 1974 году вернулась в театр «Ромэн», стала одной из ведущих актрис. Со временем перешла на характерные возрастные роли. В спектакле «Горячая кровь» за короткое время переиграла три различные роли, причём разница в возрасте её героинь была около 50 лет.

## Семья
- Отец — Иван Иванович Иванов (ум. 1942).
- Муж — артист Владимир Иосифович Демент, актёр театра «Ромэн», гитарист, исполнитель цыганских песен. Брак продлился несколько лет.
- Сын — Виктор Владимирович Демент (род. 1966), окончил ГИТИС, работал в театре «Ромэн», затем перешёл не телевидение. Окончил факультет режиссуры игрового кино ВГИКа (мастерская М. Хуциева).
- Невестка — актриса Ляна Владимировна Демент, артистка театра «Ромэн» с 2009 года.

## Награды
- Заслуженная артистка РСФСР (22.06.1982).
- Народная артистка России (26.10.1993).
- Орден Дружбы (19.12.2002).

## Работы в театре
- «Семья цыгана» (реж. Гутиерес) — Эви
- «Соня Мохиваль» — Соня Мохиваль
- «Кабачок Макрель»
- «Проделки Майсары» (реж. В. Канделаки) — Айхон
- «Цыганская Легенда» — Илиана
- «Закон предков» — Алма
- «Кровавая свадьба» — жена Леонардо
- «Грушенька» — Грушенька
- «Огненные кони» — Глашка
- «Братья» — учительница Маша
- «Девчонка из табора»
- «У дороги»
- «Цыганка Аза»
- «Сломанный кнут»
- «Четыре жениха» — Гожо
- «Цыганка»
- «Живой труп» — Маша
- «Ехали цыгане»
- «Таборные игры» — Августа, жена Вожака
- «Мы — цыгане» — Маша
- «Принцесса Кристана» — Дурина
- «Подкова счастья» — Циля
- «Любовь и Время. Цыганская Легенда» — Сера
- «Цыганская невеста» — Знахарка
- «Горячая кровь»

## Фильмография
- 1980 — Последний побег — цыганка, мать Миши
- 1986 — Мы — цыгане
- 1987 — Братишка, люби революцию! — цыганка-певица в ресторане
- 2006 — Громовы — эпизод
- 2006 — Русское средство — эпизод